# 屈默尼茨塔尔
屈默尼茨塔尔（德語：Kümmernitztal）是德国勃兰登堡州的一个市镇，隶属于普里格尼茨县。总面积为20.38平方千米，截至2020年总人口为356人。